# Erythrosquillidae
Erythrosquillidae is een familie van kreeftachtigen uit de klasse van de Malacostraca (Hogere kreeftachtigen).

## Geslacht
- Erythrosquilla Manning & Bruce, 1984